# Mariano Laurenti
Mariano Laurenti (ur. 15 kwietnia 1929 w Rzymie, zm. 6 stycznia 2022 w Gubbio) – włoski reżyser i scenarzysta filmowy, sporadycznie aktor filmowy.
Urodził się w Rzymie 15 kwietnia 1929 roku. Zaczynał jako kierownik produkcji, a później został asystentem reżysera m.in. dla Mauro Bologniniego i Stefano Vanziny. W latach 1966–1999 wyreżyserował 50 własnych filmów, działając głównie w gatunku „commedia sexy all'italiana”. Laurenti zmarł w Gubbio 6 stycznia 2022 roku w wieku 92 lat.